# Jantar Mantar (Jaipur)
Jantar Mantar in Jaipur is het grootste gebouwde observatorium ter wereld. Het is in het begin van de 18e eeuw opgericht door Sawai Jai Singh en is een van de vijf vergelijkbare astronomische observatoria in India. Sawai Jai Singh was erg geïnteresseerd in wetenschap en technologie, met name in astronomie. Het observatorium ligt vlak bij de ingang van het City Palace in Jaipur. Er zijn 18 instrumenten, waarvan de meeste nog steeds werken. In 2010 werd het observatorium tijdens de 34e sessie van de Commissie voor het Werelderfgoed op de werelderfgoedlijst geplaatst.
- Nationale Bibliotheek van Tsjechië: xx0135005
- Virtual International Authority File: 171793380